# Katarzyna Bachleda-Curuś
Katarzyna Anna Bachleda-Curuś, da nubile Katarzyna Wójcicka (Sanok, 1º gennaio 1980), è una pattinatrice di velocità su ghiaccio polacca.

## Palmarès

### Olimpiadi
- 2 medaglie:
  - 1 argento (inseguimento a squadre a Soči 2014);
  - 1 bronzo (inseguimento a squadre a Vancouver 2010).

### Campionati mondiali su distanza singola
- 1 medaglia:
  - 1 argento (inseguimento a squadre a Soči 2013).

### Universiadi
- 3 medaglie:
  - 1 oro (1500 m a Torino 2007);
  - 1 argento (3000 m a Torino 2007);
  - 1 bronzo (1000 m a Torino 2007).

### Coppa del Mondo
- 7 podi (1 nei 1500 m, 6 nell'inseguimento a squadre):
  - 2 secondi posti (1 nei 1500 m, 1 nell'inseguimento a squadre);
  - 5 terzi posti (nell'inseguimento a squadre).